# Bau 15

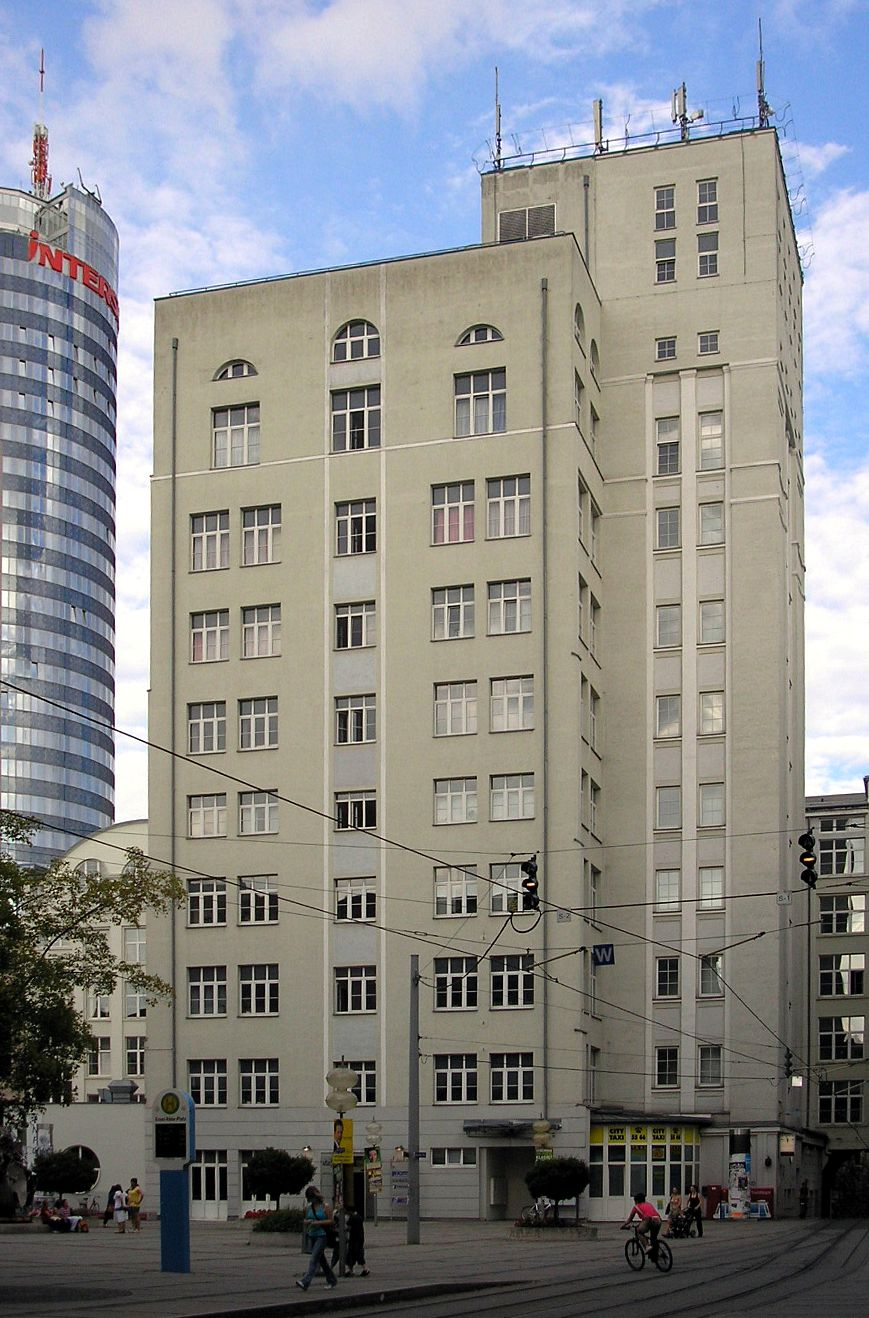
Bau 15 (2009)

Der Bau 15, auch Zeiss Bau 15 genannt, ist ein architekturhistorisch bedeutsames Hochhaus in Jena (Thüringen). Es befindet sich am Ernst-Abbe-Platz 5, 07743 Jena.
Es ist 42 Meter hoch und umfasst elf Etagen. Errichtet wurde es 1915 als Fabrikgebäude nach Entwurf des Architekten Friedrich Pützer, womit es das älteste Hochhaus Deutschlands ist. Bauherr war das
 Carl Zeiss Unternehmen, auf dessen Werksgelände im Westen der Jenaer Innenstadt das Gebäude nach amerikanischen Vorbildern entstand. In dem Gebäude waren Teile der optischen Werkstätten des Zeiss-Konzerns untergebracht. Im Zweiten Weltkrieg wurde das Gebäude schwer beschädigt und brannte fast vollständig aus.
Heute beherbergt das generalsanierte Haus Büros und Wohnungen.

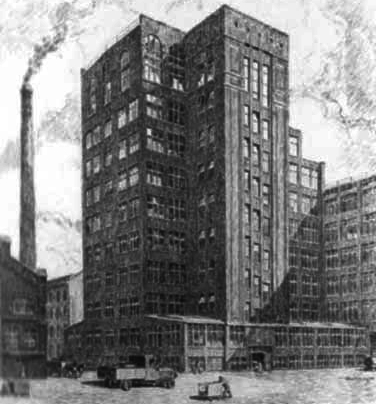
1915
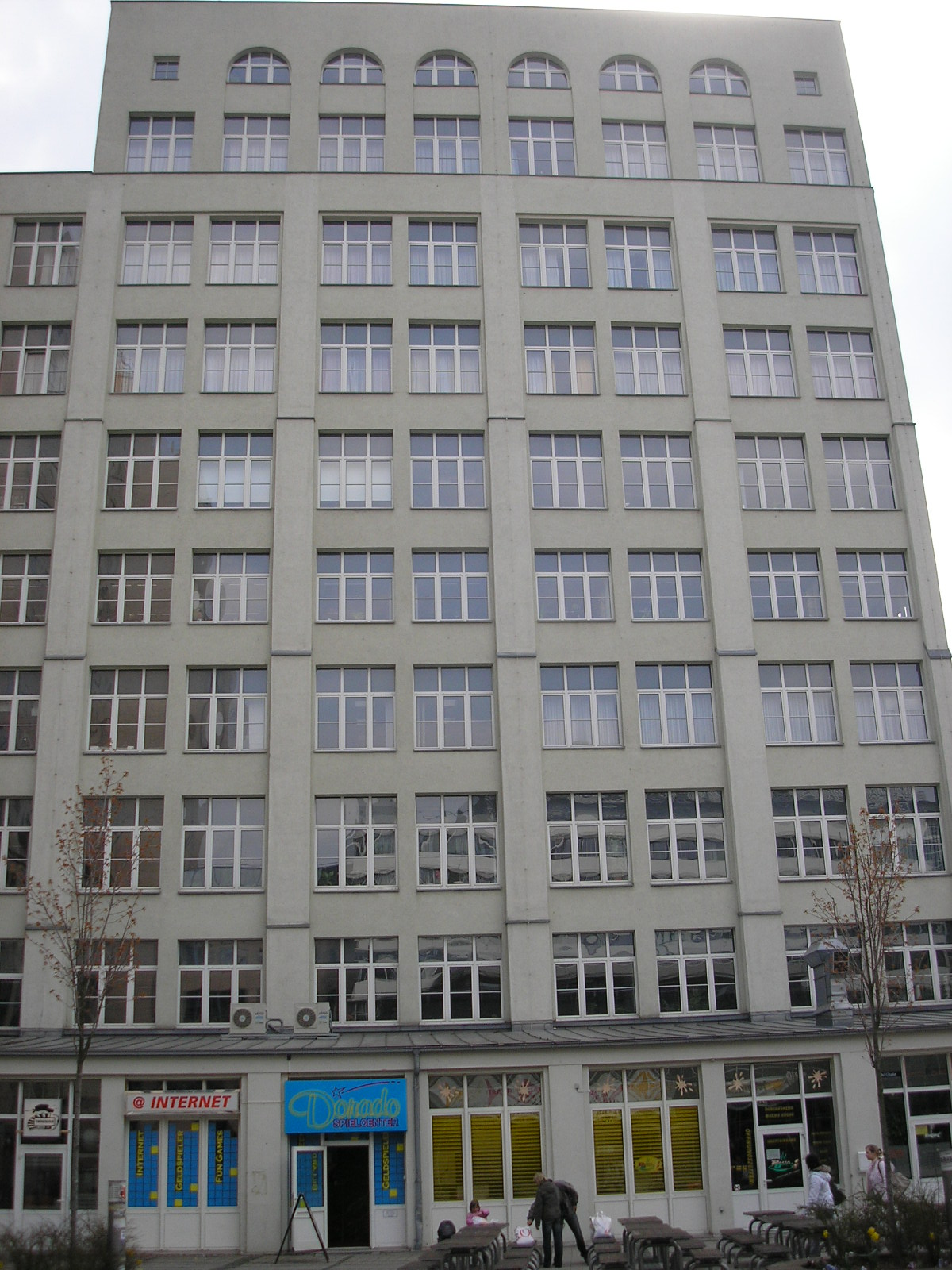
2007
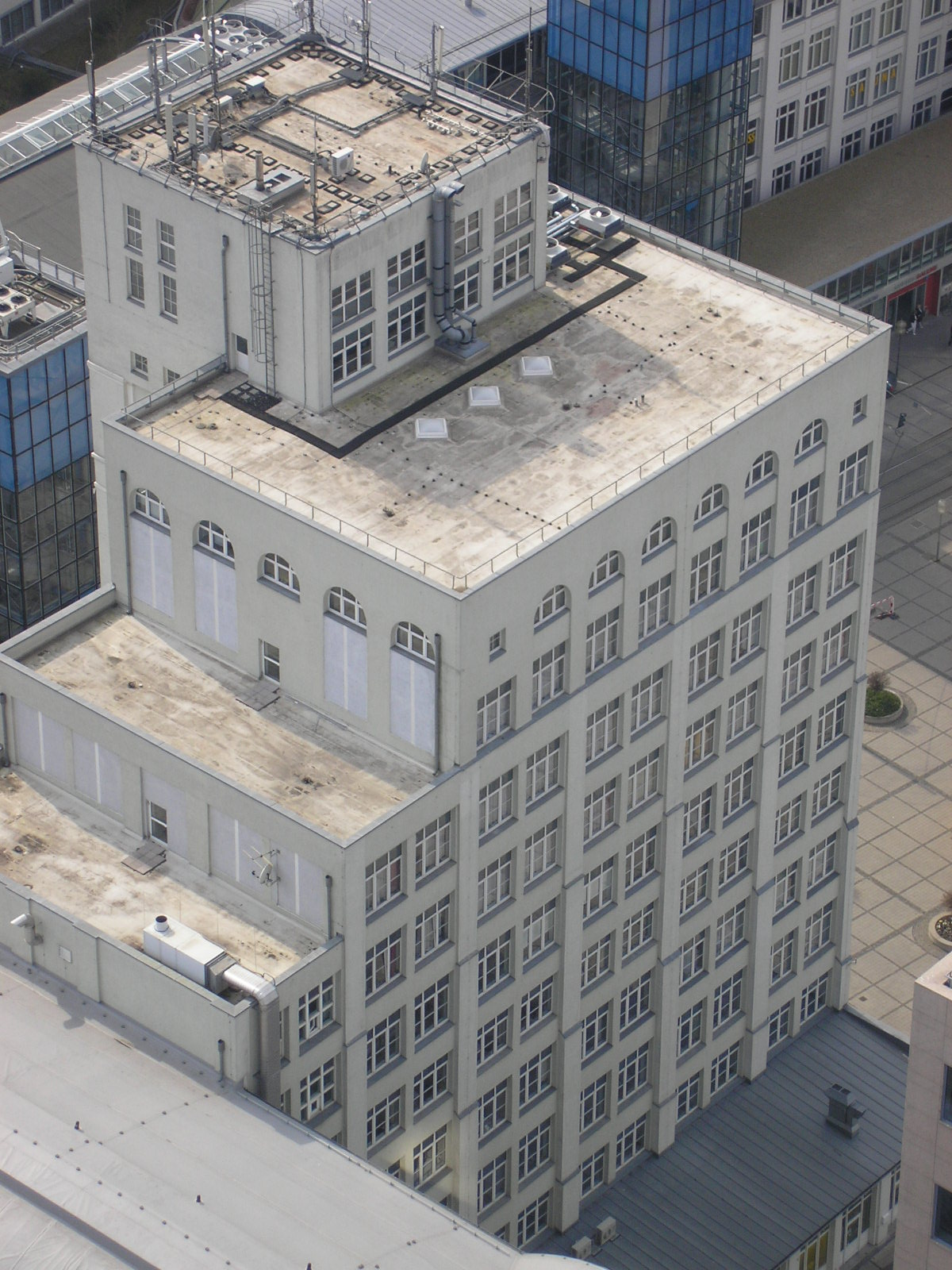
2007
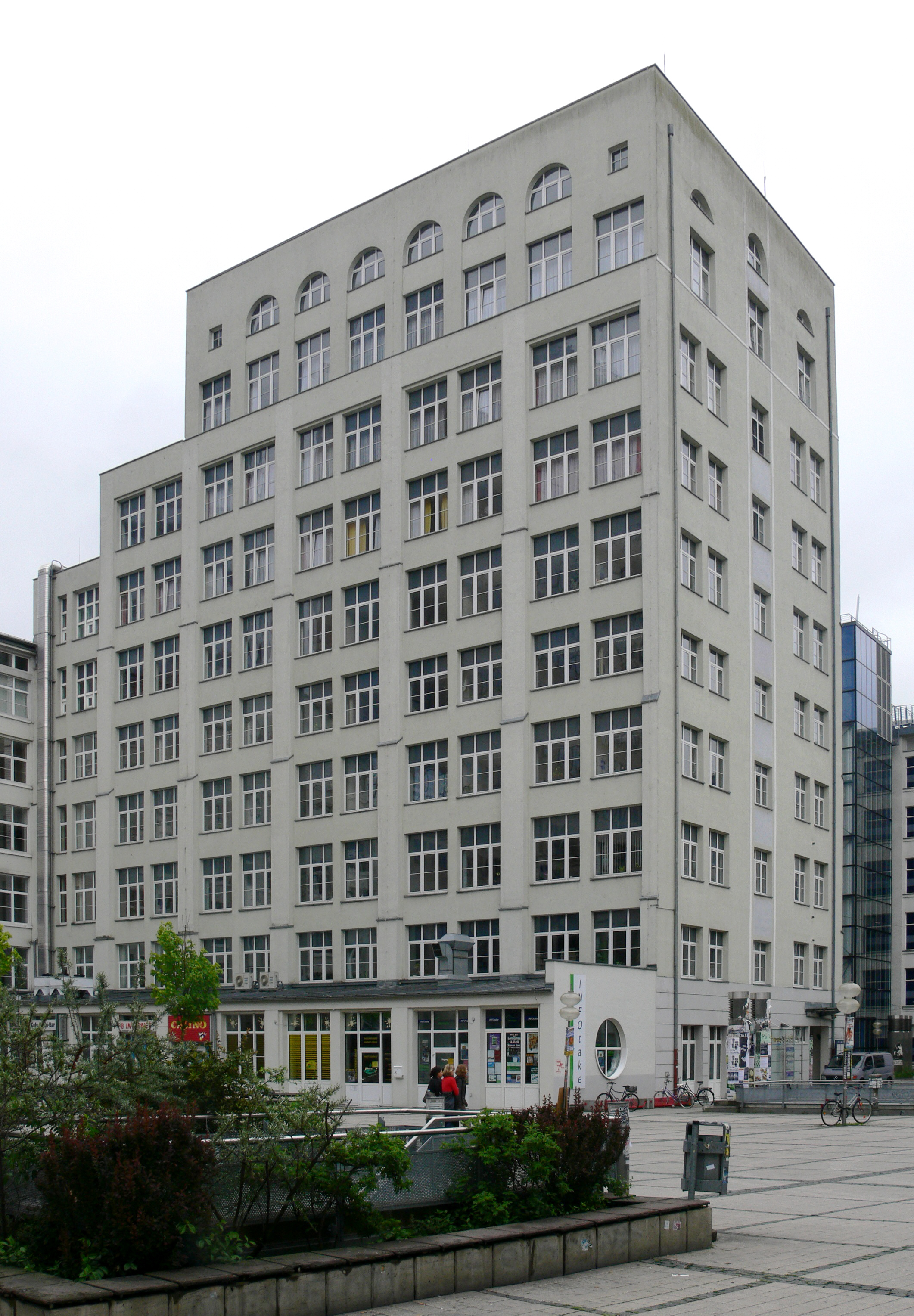
2010